# 石窑子乡
石窑子乡，是中华人民共和国河北省张家口崇礼区下辖的一个乡镇级行政单位。

## 行政区划
石窑子乡下辖以下地区：
石窑子村、下耗沁村、小西湾村、上耗沁村、赵侉沟村、西纳岭村、扯旗沟村、小伙房村、白旗坝村、杨树沟村、柳条沟村、东纳岭村、堡东沟村、板申图村和坝顶村。